# カリギュラ (映画)
『カリギュラ』（原題：Caligula）は、1980年のイタリア・アメリカ合作映画。当時のペントハウス誌社長ボブ・グッチョーネが46億円の巨費を投じて製作した。ローマ帝国皇帝カリグラの放蕩や残忍さを描いた重厚な歴史超大作であるが、ハードコア・ポルノとの評価もある。
本項では2024年にアメリカで公開された『カリギュラ：アルティメット・カット』についても記述する（詳細は#『アルティメット・カット』の製作参照）。

## 概要
監督はイタリアの映画監督ティント・ブラス。主演はカリギュラ役のマルコム・マクダウェルを始めとする豪華キャストの上、脚本は『パリは燃えているか』や『去年の夏 突然に』のゴア・ヴィダルという布陣であった。
しかし撮影現場はトラブル続きで不協和音の連続だったという。後で付け加えられたハードなポルノ・シーンはボブ・グッチョーネがペントハウスのモデル達を使って別撮りしたものであり、主要キャスト陣は関わっていない。しかも、当初はこの作品がポルノになることは出演者たちには全く知らされていなかったという。さらに、ゴア・ヴィダルによる脚本及びブラスの撮影したカットは大幅に改変・削除され、ヴィダルとブラスが意図していた『絶対的な権力は絶対的に腐敗する』というテーマによる政治的風刺、という色彩は薄れてしまった。公開後は酷評の中でも経済的にはヒットし、日本でも「カリギュラ効果」という言葉を生んだ。
ビデオ、DVD及びブルーレイではポルノシーンを削除して、ブラスの構想に近づけた版がリリースされている。2018年、ペントハウスはブラスの家族の了承のもと、ドイツの映画監督アレクサンダー・トゥシンスキーが本作の復元版を製作中であるとアナウンスしたが、この企画が実現することはなかった（詳細は#復元への試みを参照）。

## あらすじ
ローマ帝国初代皇帝アウグストゥスの曾孫カリギュラ（ガイウス・シーザー・ゲルマニクス）は、妹であり愛人のドルシラと慎ましく暮らしていた。ところが成人を迎える頃、カリギュラはカプリ島に隠遁している第2代ローマ皇帝である暴君ティベリウス（カリギュラの大叔父であり法律上の祖父。なおこの時点でティベリウスの養子であるカリギュラの実父は既に死んでいる）にカプリ島まで呼び出される。そこで彼が見たものは異常性愛に溺れる皇帝と衰退しきったローマの姿であった。重度の性病に侵されながらも、裸の若者と泳いだり、奇形の男女の性の饗宴を楽しむティベリウスの姿を、カリギュラは恐怖と興味を持って観察する。
ティベリウスは自分の実孫ゲメルスを後継者にしたいがため、呼び寄せたカリギュラに毒を盛ろうとする。この事態に気づいたカリギュラが危機感を抱いた矢先、ティベリウスは病に罹り仮死状態となってしまう。ティベリウスが死んだものと思い込んだカリギュラは人払いした後、ティベリウスの左手から外した“皇帝の指輪”を自らの指にはめて悦に入るが、直後蘇生したティベリウスから指輪を返すよう迫られる。カリギュラはこれを断り逆にティベリウスの撲殺を図る。その場に現れた親衛隊長マクロは、カリギュラに忠誠心を示すため、彼に代わってティベリウスを絞殺した。カリギュラはローマ帝国の皇位継承ルール通り第3代皇帝となった。
しかし、彼の皇帝生活は当初好調であったが、その後は必ずしも順調には進まなかった。
まず初めに実妹かつ愛人のドルシラからの助言もあり、皇帝即位に大功のあった親衛隊長マクロが自分を凌ぐ権勢を得ることを警戒し、第2代皇帝ティベリウス殺害を理由にマクロを処刑してしまうとともに、彼との結婚を約束していたマクロの妻エンニア（愛人としてマクロから提供されていた）を辺境地（現在のフランス～オランダあたりの地域）に追放してしまう。次に、カリギュラは最愛の妹ドルシラと結婚しようとするが、ローマの法律上どうしても兄妹では結婚できない。苦悩の果てに、ドルシラに説得されて妻には他の女を娶る事にし、ドルシラが聖女の泉に召集した巫女の中から妻を探すことを求められた。しかしカリギュラは、その巫女の中でもよりによって淫乱で離婚歴のあるカエソニアを気に入ってしまう。ドルシラは猛反対したがカリギュラは反対を押し切ってカエソニアを妻に迎えた。その間にもカリギュラは、自分が出席した兵士の結婚式で新郎・新婦を共にレイプするなど、少しずつその異常性を現し始める。そして先帝ティベリウスの実孫ゲメルスに無実の罪を着せて処刑したため、貴族たちからの不信感を買うことになった。
カエソニアの妊娠を知った頃、カリギュラはフィーバー（熱病）に倒れ、ドルシラの看病により何とか回復。カエソニアが大衆の前で公開出産を行ない、娘のユリアが産まれた後、熱病を発したドルシラは看病の甲斐もなく死んでしまう。最愛のドルシラを失ったショックから、カリギュラは浮浪者姿でローマの町を彷徨い歩き、自分とドルシラの関係を嘲笑するパフォーマンスを見て騒ぎを起こす。監獄に短期間収容された後に放免されたカリギュラは城へ舞い戻り、自らを神と名乗るようになった。元老院議員階級を嫌悪するカリギュラは、巨大なガレー船を模した国営売春宿を建造し、そこで元老院の妻たちを娼婦として働かせた。さらにブリテン島に大量の兵と軍隊を送り込み、ブリテンを侵攻した口実を作るための模擬戦闘を命じる。常軌を逸したカリギュラの暴君ぶりに我慢できなくなったロンギヌスは、カエリアと共謀して皇帝の暗殺を計画した。
カリギュラとカエソニアが余興のエジプト劇の練習を終えると、ロンギヌスはカエリアに目配せをして暗殺を実行に移す。カエリアは剣でカリギュラを斬りつけ、半狂乱になって駆け付けたカエソニアをも斬り殺す。カエリア配下の兵士は、カリギュラの娘ユリアを抱き上げると階段に頭を叩きつけ一撃で殺す。瀕死のカリギュラが床に倒れると、多くの衛兵が駆け寄り一斉に槍で突きまくった。その光景を見て恐怖に怯えるクラウディウスは、近衛兵たちから次期皇帝に祭り上げられる。ロンギヌスがカリギュラの左手から“皇帝の指輪”を奪った後、カリギュラとその家族らの遺体は競技場の階段に放り出され、人々は大理石の血を黙々と洗い流すのだった。

## キャスト
| 役名                         | 俳優 | 日本語吹替  |
| 役名                         | 俳優 | Blu-ray収録 |
| ---------------------------- | --- | ----------- |
| カリギュラ                   | マルコム・マクダウェル | 竹内想      |
| ドルシラ                     | テレサ・アン・サヴォイ | 北村幸子    |
| マクロ                       | グイド・マンナリ | 庄司然      |
| ネルバ                       | ジョン・ギールグッド | 真田雅隆    |
| ティベリウス                 | ピーター・オトゥール | 大塚智則    |
| クラウディウス               | ジャンカルロ・バデッシ | 窪田雅文    |
| ミロニア・カエソニア         | ヘレン・ミレン | 野々山恵梨  |
| ロンギヌス                   | ジョン・ステイナー | 相樂真太郎  |
| ゲメルス                     | ブルーノ・ブライヴ | 石井花奈    |
| カエレア                     | パオロ・ボナセッリ |             |
| カリクレス                   | レオポルド・トリエステ |             |
| エンニア                     | アドリアーナ・アスティ | かとう有花  |
| リヴィア                     | ミレッラ・ダンジェロ |             |
| プロキュラス                 | ドナート・プラチード | 中村勘      |
| メッサリナ                   | アネカ・ディ・ロレンツォ |             |
| アグリッピナ                 | ロリ・ワーグナー |             |
| 女司祭／帝国の売春宿の従業員 | ヴァレリー・レイ・クラーク アンナ・グリムウッド ジェーン・ハーグレイヴ                                                                               |             |
| 帝国の売春宿の従業員         | シグネ・ベルガー ヘンリエッタ・ケロッグ ジュリエット・モリス キャロリン・パシス スザンヌ・サクソン メラニー・サザーランド ボニー・ディー・ウィルソン |             |

## スタッフ
- 製作総指揮 – ボブ・グッチョーネ[11]、ジャック・H・シルバーマン[13]
- 製作 - フランコ・ロッセリーニ（イタリア語版）[11]
- 監督 – ティント・ブラス[11]、ジャンカルロ・ルイ（追加撮影）[11]
- 脚本 – ゴア・ヴィダル[11]
- 撮影 - シルヴァーノ・イッポリティ（イタリア語版）[11]
- 特殊効果 - フランコ・チェッリ[13]、マルチェロ・コッチ[13]
- 編集 - ニーノ・バラーリ（英語版）[13]、ラッセル・ロイド（英語版）[13]、ティント・ブラス[13]
- 音楽 - ポール・クレメント（英語版）[11]、
- 美術／衣装デザイン - ダニロ・ドナティ[11][13]
- 字幕 – 岡枝慎二[11]

## 製作
男性向け月刊誌『ペントハウス』は長年映画への資金提供に関わっており、ロマン・ポランスキー監督の『チャイナタウン』やバート・レイノルズ主演のコメディ『ロンゲスト・ヤード』 など、他のスタジオが製作した映画への投資を支援していたが、自社が独自の映画製作に取り組んだことがなかった。『ペントハウス』創刊者のボブ・グッチョーネは、格調高い成人向け長編映画を作りたいと考え、ローマ皇帝カリギュラの栄枯盛衰にフォーカスした映画に取り組むことにした。イタリアの映画監督ロベルト・ロッセリーニの甥であるフランコ・ロッセリーニをプロデューサーに招いて企画が動き出した。脚本はリナ・ウェルトミューラーが書いたが、グッチョーネはこの脚本を気に入らず、アメリカの劇作家ゴア・ヴィダルに書かせることにした。ヴィダルが最初に書き上げたシナリオは、史実に基づいた古代ローマ時代の男の同性愛に主軸が置かれていたため、グッチョーネは幅広い客層を目指して同性愛の部分を抑えて書き直すよう命じた。グッチョーネはヴィダルの脚本に同性愛の性描写がいくつかあるのに対し、異性間のセックスはカリギュラと妹ドルシラの場面しかないことを懸念したが、ヴィダルは『ゴア・ヴィダルのカリギュラ』と題した脚本を書きあげて20万ドルを受け取った。
美術デザイナーのダニロ・ドナティは、ローマ時代の凝ったセットだけでなく、衣装や宝石類、貴族たちの髪型までデザインを担当した。『市民ケーン』のような映画史に残る大作にしたいと考えたグッチョーネは、ジョン・ヒューストンとリナ・ウェルトミューラーに監督を依頼した。ヒューストンは企画に興味を示したが、彼のエージェントが強欲で交渉が難しくなった。リナはカリギュラの人生を映画化するアイデアを気に入ったものの、ヴィダルを解雇して『リナ・ウェルトミューラーのカリギュラ』とタイトルを変えるよう求めた。さらにジャック・ニコルソンにカリギュラを演じさせたいと、有りえないアイデアを出してきたため、グッチョーネはどちらの監督も諦めることにした。イタリア映画『サロン・キティ』を観たグッチョーネは、同作の監督ティント・ブラスと会食の機会を設け、彼こそが『カリギュラ』の監督にふさわしいと思った。ティント・ブラスは撮影現場では扱いにくい演出家との評判だったが、グッチョーネは『カリギュラ』の壮大なスケールにブラスは従ってくれるだろうという自信を持ち、ブラスがこの映画のコンセプトを充分理解してくれていると考えたのだ。ヴィダルが書いた脚本を読んだブラスは「動脈硬化を患った老人の作品だ」と評し、この脚本を書き直しても良いことを条件に監督を請けることに同意。多くの女性のヌードや乱交など、性的な要素を大幅に書き加えた。
グッチョーネは、ブラスによる脚本の書き直しは映画の視覚的な部分に必要なものであり、台詞や内容は変更していないと述べたが、自信を持って書いた脚本が改変されたことに腹を立てたヴィダルは、タイム誌のインタビューで「映画製作において監督は寄生虫であり、映画の作者はその脚本家である」と話した。この発言に対して、ブラスはヴィダルを撮影現場から追い出すよう要求し、映画製作は大勢の映画職人や芸術家たちによる共同作業だと考えたグッチョーネもブラスの主張に同意した。ヴィダルは脚本の書き直しを巡って訴訟を起こした。グッチョーネはヴィダルが映画の利益の10%を要求したと話したが、ヴィダル自身は事実ではないとこれに反論。製作現場から距離を置いたヴィダルは、ブラスのことを誇大妄想者と呼んだ。結果的にヴィダルの名前は外された上、“ゴア・ヴィダルの脚本に基づく“とクレジットされて公式な脚本家の名前は出なかった。グッチョーネは「基本的にゴア・ヴィダルの仕事は全て終わっており、これからティント・ブラスの仕事が始まるんだ」と述べた。

## キャスティング
オーソン・ウェルズはティベリウス役として、これまでの俳優業の中で最高額となる100万ドルのオファーを受けたが、脚本を読んだ上で道徳的見地から出演を断った。この映画に出演を決めた有名俳優に、マルコム・マクダウェル、ピーター・オトゥール、ヘレン・ミレンなどがいた。ドルシラ役にキャスティングされていたマリア・シュナイダーは、性的なシーンやヌードなどに不快感を抱いて監督と口論の末に撮影途中で降板した。当初、ティベリウス役でオファーを受けていたジョン・ギールグッドは、ゴア・ヴィダルの脚本をポルノ的だと感じて断っていたが、後に短い出番のネルバ役で出演することになった。
マルコム・マクダウェルが出演するきっかけを作ったのは、1975年のイギリス映画『ローヤル・フラッシュ』で共演した女優フロリンダ・ボルカンだった。レズビアンとして知られていたボルカンの恋人の女性がゴア・ヴィダルと親しかったことから、ボルカンを通じて出演を依頼されたのだ。ヴィダルが話し合いに指定してきたのは、グッチョーネのオフィスであるペントハウス・クラブだった。グッチョーネがこの映画の資金提供者だとマクダウェルに説明したヴィダルは、「彼をヌード雑誌のオーナーではなく、ワーナー・ブラザースとでも思ってくれ」と言った。執筆途中の脚本をマクダウェルに読ませたヴィダルは、監督候補にニコラス・ローグの名を挙げた。ローグを尊敬していたマクダウェルは興奮したが、グッチョーネがティント・ブラスを監督に決めたことで、ブラスと組んで作品に取り組むことにした。
ヘレン・ミレンはマクダウェルからの推薦によって出演した。大変高額なギャラを提示されたマクダウェルは喜びと同時に恐怖もあり、「不安な彼は見知った女優に出てもらいたくて、コメディ映画『オー! ラッキーマン』で共演していた私を呼んだんじゃないかしら」とミレンは語っている。当時としては衝撃的で卑猥な内容の映画だったため、ミレンは相当悩んだ末に、ヴィダルが書いた脚本の素晴らしさに感じ入ってオファーを請けることにした。マクダウェルは「ゴア・ヴィダルの脚本だから」とミレンを説得して映画に引き込んだという。『オー! ラッキーマン』で組んだ彼女が来てくれれば、1年ものローマ滞在が楽しくなるだろうと考えていた。
フェデリコ・フェリーニの女の都で知られるドナティラ・ダミアーニも出演しているが、ノンクレジットである。

## 撮影
主要撮影は1976年7月28日にローマのスタジオで始まった。マクダウェルは監督のブラスと上手くやっていたが、オトゥールはすぐに監督を嫌い始めた。最初はブラスに無関心だったギールグッドとヘレン・ミレンは、やがてブラスの演出を認めて自分の演技に集中した。オトゥールは撮影開始前に飲酒を止めていたが、グッチョーネは撮影中、ずっと彼が酒で酩酊しているように見えたと明かしている。ギールグッドが撮影セットに入ってくると、オトゥールは「やあ、ジョニー！王国の騎士様がポルノ映画に出演するなんて、一体どういう風の吹き回しだい？」と冗談で茶化した。ヘレン・ミレンは「毎日ヌーディスト・キャンプに通っているようなものだったわ。あの映画の中で衣装を着ていると逆に恥ずかしく感じました」と回想している。オトゥールは『カリギュラ』の撮影に3週間から4週間ほど参加した。オトゥールの死後、イギリスのガーディアン紙に寄稿された2013年の記事でマクダウェルは、撮影の合間にオトゥールがトレーラーで吸っていたものは「煙草ではなかったことは確かだ」と回想している。
ベルトルッチ監督の『ラストタンゴ・イン・パリ』を気に入っていたマクダウェルは、その映画のメインキャストだったマリア・シュナイダーとの共演を楽しみにしていた。“カリギュラがドルシラの胸を触る”と脚本に書かれた場面の撮影で、シュナイダーは身体を覆い隠す衣装を着て現場に来た。マクダウェルが衣装の上から胸を触ると、ブラスは「乳房を出して愛撫しろ！」と怒鳴り、マクダウェルがそれは出来ないと答えると、シュナイダーはスタジオを出て行った。シュナイダーが降板を申し出たのと、ブラスが彼女を解雇したのは、ほぼ同じタイミングであった。シュナイダーが現場を去った後、マクダウェルはキャサリン・ロスから、『カリギュラ』の出演オファーが来たことを相談された。『卒業』でのキャサリンの清純なイメージを知るマクダウェルは「断った方が良いよ」と助言。代わりにブラスが『サロン・キティ』で組んでいた女優テレサ・アン・サヴォイがドルシラを演じることとなった。
グッチョーネがヴィダルを撮影現場から追い出したため、『ゴア・ヴィダルのカリギュラ』と題されていたはずの作品からヴィダルの名前が外され、彼の作品だと思って出演していたマクダウェルは落胆した。内容の書き直しのためにイギリスから別の脚本家がやってきて、何度か撮影が中断した時にマクダウェルは積極的に意見を出し、話のつじつまが上手く合うよう矛盾点を修正した。全てはヴィダルが抜けたあとも、作品を良くしたいという熱意からだった。
ジョン・ギールグッドは『カリギュラ』の撮影のために2週間だけローマに滞在して、1976年8月中には自分の出番を全て撮り終えた。ピアノを弾きながらノエル・カワードの曲などを唄って共演者を楽しませたギールグッドとの仕事は、彼を尊敬するマクダウェルにとって楽しい思い出になった。TVムービーの『プロビデンス』の音声収録や、『誰もいない国』の撮影スケジュールを控えていたギールグッドは、すぐ『カリギュラ』の現場を去り、彼と入れ替わりに撮影現場に入ったミレンはギールグッドに会えなくて残念だと思った。
面を着けたカエソニアが大勢の前で出産する場面ではイタリア中から妊婦が集められ、ローマ人に扮した医療チームと3人の臨月の妊婦が待機し、股を拡げたカエソニア役の女性の産道から新生児の頭が見えるシーンは、実際の分娩を撮影したと言われている。カエソニアが分娩を終えた直後、ヘレン・ミレン本人が面の下から少し顔を覗かせる別撮りのカットがあるが、ミレンは撮影したことを覚えてないという。
ドルシラの死後、浮浪者姿で彷徨っていたカリギュラが町から戻ってきた時、カエソニアが傷ついたカリギュラを慰めるためにマッサージをしながら、彼の男根をしごくシーンが撮影されて編集でカットされた。ヘレン・ミレンは「手で（マクダウェルを）イカせるのよね。カメラから見えない角度でやったと思うけど、詳しくは覚えてないわ」とコメントしている。
船の形をした国営売春宿の大がかりな撮影では、船上のどこにもカメラを設置する場所がなかった。これは馬鹿げたシチュエーションを盛り込もうとするグッチョーネに対する、美術監督ダニロ・ドナティの抵抗の表われだった。大勢の裸のエキストラが集まる撮影当日はグッチョーネも現場に来ていた。マクダウェルとヘレン・ミレンがペントハウス・ペットの女性や男性エキストラたちの間を練り歩き、監督の「カット！」の声がかかって現場が静まり返ると、若い女性が笑いながらグッチョーネに向かって「ねぇ見て！ この人、射精しちゃったわよ」と言い、さらに大声で笑った。ブラスが指揮するセックス描写は性器を挿入しないソフトコアだったものの、性的な刺激を受けた男性が射精してしまうのは生理的に無理からぬことと理解を示すミレンは「男性を辱めている女性の態度がとても不愉快だった。ああいうのは本当に良くないわ」と話した。
撮影中にグッチョーネとブラスの仲は次第に険悪になって行った。主に性的内容への意見の相違で、グッチョーネはもっとポルノ的なセックス描写を多く盛り込むよう求めたが、ブラスは彼の要求を受け入れなかったのだ。

## サウンドトラック
『カリギュラ』の音楽は“ポール・クレメント”名義で、イタリアの作曲家ブルーノ・ニコライが担当した。映画監督で脚本家でもあるクリストファー・スペンサーは、本作の音楽を「退廃的なローマと、悲劇で歪んだ実話の面を両方備えた、ドラマティックで素晴らしい楽曲だ」と評した。
この映画には、アラム・ハチャトゥリアン作曲のバレエ作品『スパルタクス』と、セルゲイ・プロコフィエフ作曲のバレエ作品『ロメオとジュリエット』の楽曲が流用され、グッチョーネが1980年に設立したペントハウス・レコードから発売された2枚組アルバムにも収録されている。

## ポストプロダクション
撮影は1976年12月24日に終了した。この時点でブラスは「『ベン・ハー』のオリジナル版を約 50 回以上作れる」ほどのフィルムを撮影していたと伝えられ、その未加工素材を選別する段階になって問題が始まった。約1時間ぐらいの本編を編集した後、ブラスは編集室から締め出され、彼が編集したフィルムは再びバラバラにされた。スタジオの鍵が別の物に変えられ、編集室の椅子が屋外の雪の中に放置されているのを見たブラスは、自分が外されたことに気付いてショックを受けたという。ブラスが撮影していた頃から脇役で出演していた“ペントハウス・ペット”のアネカ・ディ・ロレンツォとロリ・ワーグナーを含め、グッチョーネはペントハウスのヌードモデル12名を追加撮影のために呼び寄せた。本編の撮影が終わってから数週間後、イタリアの監督ジャンカルロ・ルイと少数の撮影スタッフを連れてローマの撮影所に忍び込んだグッチョーネは、アネカとロリのレスビアンセックスを2晩続けて撮影。さらにブラスの撮影に参加していた男性を含め30名ほどのエキストラを新たに雇って、売春宿での大がかりな乱交場面を撮った。ペントハウス・ペットの女性たちは、男性エキストラと性器の挿入をする本物のハードコアセックスを行ない、追加撮影は延べ4～5日の作業になった。
映画の製作途中からグッチョーネが撮影ネガをこっそりイタリアから国外へ持ち出していたため、彼が映画を奪う計画を前から進めていたことが伺われた。ブラスはグッチョーネが勝手に映画を完成させようとしていることを差し止めるよう、イタリアの映画界で彼を訴えたが、ブラスがイタリアの法廷で勝利を収めた頃には『カリギュラ』のネガは全てイギリスに移されており、グッチョーネはすぐにイギリスの法廷に訴えた。法廷はグッチョーネの申し立てに有利な判決を下し、控訴が解決するまではいかなる資料もイタリアに返還しないという決定を下した。一時的な勝訴の後、グッチョーネのスタッフは再びネガの移送を始め、輸送中に見つかって押収されないようフィルム缶に「My Son, My Son」という架空のタイトルを手書きしたラベルを貼った。
この映画は世界各国での国際上映を意図していたことから、台詞は全編英語で撮影されていた。ところが撮影スタジオは騒音が酷く、英語を話す主な俳優たちは、多くの台詞を後で録音し直さなければならなかった。脇役のほとんどはイタリア人だったため、台詞を英語で吹き替える必要があった。ピーター・オトゥールは英語の台詞を再録音することに消極的で、プロデューサーから逃げ回っていたが、最終的にグッチョーネはカナダまで彼を追いかけ、幹部の1人がマイクの前にオトゥールを引きずり出して再録音をやらせた。グッチョーネはインタビューの中で「吹替用スタジオと、そこにいるスタッフはギャラが高くて予約で押さえるのも大変だ。オトゥールをスタジオに連れ戻すのは簡単なことではなかったし、彼のおかげで無駄なお金が大量に飛んだ」とボヤいている。他の主要キャストは、追加撮影された本物のセックス場面を公開版からカットすることを条件に、台詞の再録音をすると主張し、グッチョーネはその要求に応じた。だが全てのアフレコ作業が終わると、グッチョーネは再び編集でセックスシーンを本編に加えたのだった。
ポストプロダクションに多くの時間を費やしたため、このまま映画が公開されないのではないかと危惧したプロデューサーのフランコ・ロッセリーニは、『カリギュラ』の美術監督ダニロ・ドナティに無断で2000万ドル相当の美術セットと衣装を流用し、ブルーノ・コルブッチ監督のセックスコメディ『メッサリナ! メッサリナ!』を製作して利益を上げようと考えた。主演のメッサリナには、『カリギュラ』で同役を演じているアネカ・ディ・ロレンツォを配し、やはり『カリギュラ』にアグリッピナ役で出演していたロリ・ワーグナーも同じ役を演じた。この映画は『カリギュラ』がイタリアで上映されるより2年早い1977年に劇場公開されたが、一部の映画館では『カリギュラ』の後に公開されたため、『カリギュラⅡ:メッサリナ! メッサリナ!』というタイトルで続編と偽った。その後『カリギュラ』の編集権を巡るトラブルは、フランコ・ロッセリーニのイタリアの制作会社とペントハウスが法的な解決に達し、グッチョーネは映画を完成させた。グッチョーネによって大幅にポルノ的な要素を加えられた本作を、ティント・ブラスが否認した結果、映画には監督としてではなく“主要撮影：ティント・ブラス”とクレジットされることになった。

## 公開
ボブ・グッチョーネの指揮で編集された『カリギュラ』は、イタリアのフォルリ近郊の小さな街で1979年8月14日に限定公開され、11月11日からローマで公開された。ローマでは6つの劇場で59,950ドル（2023年の価値で251,670ドル相当）を稼ぎ、週末の最高興行収入を記録した。
グッチョーネはアメリカでの上映に際し、米国の映画審査機関MPAAに提出することを拒否した。彼が屈辱的だと感じていたX指定（＝成人指定）ですらも、この映画に評価をつけたくなかったためである。その代わり、独自の“成人向け”評価を本作に適用し、劇場側に18歳未満の入場を禁じるように指示した。『カリギュラ』は1980年2月1日に、アメリカの映画館トランス・ルクス・イースト・シアターで公開された。この映画の上映のためだけに借りていた劇場の名を、グッチョーネは公開日にペントハウス・イーストに変更していた。当時の映画チケット代の平均価格は約3ドルだったが、ペントハウス・イーストで米国初公開された『カリギュラ』の入場料は7ドル50セント、2023年の通貨に換算すると約28ドルとなる高額なチケット代であった。配給会社は上映館にプリントを貸し出す方式ではなく、外国映画や芸術映画専門の劇場を借りて『カリギュラ』を独占上映するようにして、本作がポルノ映画専門館で上映されないようにした。アメリカで公開された『カリギュラ』は批評家たちから酷評されたが、グッチョーネは批判の声に動じることなく、 1980年9 月までに国内外で8,900万ドルという驚異的な利益を上げた事実の方を喜んだ。
グッチョーネが全額自費で捻出した1,750万ドル強の製作費で作られた『カリギュラ』は、興行収入2,340万ドル（2023年の紙幣価値で8,510万ドル相当）を記録し、フランス、ドイツ、スイス、ベルギー、オランダ、日本でも興行的に成功を収めた。

## 公開後のトラブル
センセーショナルな内容故に世界的にヒットした映画だったが、カメラの前で実際に性交を行なったペントハウス・ペットのヌードモデルたちの人生には、その後も影を落とすことになった。1972年に巨乳のポルノ女優キャンディ・サンプルやウッシー・ディガードとも共演して、低予算の卑猥なハードコア映画に2作品ほど出演歴があったヴァレリー・レイ・クラークは、77年以降『ペントハウス』や『ハスラー』など多くの男性向け雑誌の表紙とグラビアを飾り、78年にドライブインシアター向けのエクスプロイテーション映画3本に端役で出演していた。『カリギュラ』の乱交シーンでは男性にフェラチオを行なっているが、撮影終了と共に女優とヌードモデルを辞めて教職に就き、結婚して母親になった。
同じく売春宿の乱交シーンに参加したボニー・ディー・ウィルソンは、男性エキストラの陰茎を握って上に跨り、勃起した男根がピストン運動で膣内に出入りするクローズアップが映った。ボニーは『カリギュラ』が各国で公開された1980年初頭に表舞台から姿を消し、妻、母、そして祖母としてひっそりと暮らした後、3番目の夫と生活していた2001年10月に54歳の若さで亡くなった。
ペントハウスの人気モデルで女優志望のアネカ・ディ・ロレンツォは、グッチョーネからカリギュラの妻カエソニア役を与えると言われ、大喜びで参加したが期待は裏切られ、裸のエキストラ程度の端役で出演することになった。ティント・ブラスによる主要撮影が終了して数週間後、グッチョーネに再び呼ばれた彼女は、追加撮影のためにハードコアセックスをするよう求められた。彼の愛人でもあり虜だったアネカは渋々応じることにした。
アネカは1979年に撮影された『殺しのドレス』に端役で出演したが、翌年2月にアメリカで『カリギュラ』が公開された後は、どこの映画会社も彼女を使いたがらなかった。『カリギュラ』の売春宿の乱交シーンでアネカは、ヴァレリー・レイ・クラークが口淫を行なっていた男性の陰茎を、途中から奪うように口に含んだ。陰茎を両手でしごきながら猛烈な勢いでフェラチオを続け、口の中で男性エキストラの射精が始まると、アネカは亀頭から溢れ出る精液を舌で舐めとり、口内に放出された分も含めて飲んだ。グッチョーネはアネカに500ドルのギャラに加え、映画の製作費の中からも幾らか金を支払うと約束していたが、それは果たされなかった。一般商業映画で疑似ではないフェラチオをし、射精している最中の男根から精液を直接飲む飲精行為を行なったため、女優の道を目指していたアネカはメインストリームの映画で仕事を探すことが困難になってしまった。また、彼女はセックスシーンを乗り切るために、撮影前にドラッグとアルコールを摂取したことを告白した。マルコム・マクダウェルによると、ブラスが撮影中の売春宿のシーンでもアネカはひどく酔っぱらった様子で、「あんたのペニスをしゃぶってあげようか」と耳元で囁いてきたという。不快に思ったマクダウェルは彼女をセットから追い出すよう指示したが、しばらくしたら現場に戻ってきていた。マクダウェルは「どうやらアネカは、“有名になりたければマルコムの傍にいろ”と、誰かに吹き込まれたらしい」と証言している。
アネカはグッチョーネから性的嫌がらせ、詐欺、精神的苦痛を受け、映画の撮影現場で2人の共演者と性交するよう圧力をかけられたとして、1981年に訴訟を起こしたが、グッチョーネ側も彼女の過去と人格を激しく非難して判決が出るまで9年も要した。長期にわたるセクハラ裁判の末、1990年にニューヨーク州の裁判所は彼女の訴えを認め、補償的損害賠償として6万ドル、懲罰的損害賠償として400万ドルの計406万ドルをアネカへ支払うよう命じたが、州法の控訴審でこの判決は取り消された。グッチョーネは報復措置として、ロリ・ワーグナーとのレズビアンで、アネカの女性器と肛門が丸見えになった『カリギュラ』のスチールを『ペントハウス』1991年2月号に掲載した。
ジェーン・ハーグレイヴはアネカのように精液を飲む描写こそないものの、巨根の男性をフェラチオで愛撫している表情がアップで数回も映し出された。『カリギュラ』のメイキングではインタビューに答え、「まさか本当の乱交をするとは思わなかったけど、周囲を見たら本当に皆、セックスをしていた。私も悪いことだという抵抗はなかった。映画でセックスしたことを恥じないわ」と話したが、フェデリコ・フェリーニの監督作を含む4本の長編映画に出演するという当時の約束は果たされなかった。1979年にペントハウスを去ったジェーンはファッションモデルとしてキャリアの再出発を図り、『カリギュラ』が英国で公開された1980年後半に1度だけ取材を受けて「私の人生の、あの時期はもう過ぎ去ったわ」と断言した。ジェーンは、事前にグッチョーネがペントハウス・ペットの女性たちに獣姦ビデオを見せてから、カメラの前で芝居ではない本物のセックスを行なわせたと証言している。

## 評価
撮影完了から数年後にようやく公開された『カリギュラ』は、おおむね低評価を受けた。映画評論家ロジャー・イーバートは、『カリギュラ』を2時間だけ観て退席し、『シカゴ・サンタイムズ』の映画評で「私がこの映画を観た2時間の中に、喜びや自然な官能的描写はなかった。その代わり下品で悲しい、吐き気を催すような空想からの逸脱があった」と酷評した。アメリカの著名な評論家イーバートが、最後まで鑑賞せず途中で席を立った数少ない映画になった本作を、彼は「言葉では言い表せないほど心底うんざりした」と綴った。 『バラエティ』誌のハンク・ワーバは、この映画を「モラルのホロコーストだ」と書いた。カナダの日刊紙『グローブ・アンド・メール』でジェイ・スコットは、「過激なセクシュアリティの描き方に関しては大島渚の『愛のコリーダ』の方が遥かに優れている」と書き、「ローマは戦前の日本と同じくらい、映画を通じてセックス、死、金銭を探求するのに豊かな土地であると思われる。しかしこの3つがすべて満ち溢れているはずの『カリギュラ』には、色々な視点や考え、意味などの結合組織が欠けている」と続けた。ジャーナリストのデイヴィッド・デンビーは『カリギュラ』を、「フェリーニの『サテリコン』を酷く劣化させたバージョンだ」と『ニューヨーク・マガジン』に書いた。
『カリギュラ』は映画公開後も低評価を受け続け、レビューアグリゲーターのRotten Tomatoesでは、34人の批評家のレビューのうち21%が肯定的で、平均評価は3.8/10である。同サイトの総評は「倒錯的で甘やかされた暴君カリギュラの映画は、ストーリーが面白くなりそうになると、いつもハードコアセックスを盛り込んでくる」というものだった
。カナダの『ハミルトン・スペクテイター』紙と、ミズーリ州の地方紙『セントルイス・ポスト・ディスパッチ』の記者たちは、「『カリギュラ』はこれまで観てきた中で、最悪の映画のひとつだ」と書いた。AVクラブの記者キース・フィップスは、「ティント・ブラスはこの映画に全く個性を与えていないし、ギールグッド以外の出演者はみんなオーバーアクションだ。歴史叙事詩とポルノ映画の融合としては、一見の価値がある映画だろう。しかしボブ・グッチョーネの不快な愚行自体は、これを生み出した時代の中へ消え去らせた方が良いかも知れない」と評した。ラムゼイ・テイラーは「ティント・ブラスが自分の構想を実現していれば、この映画は悪評が薄れ、もっと好かれる映画になり得たかも知れない」と、編集権を剥奪されたブラスに同情し、「高額な製作費を補うためか、公開当時のチケット代は8ドル弱だった。こうした背景を含めた多くの事情から『カリギュラ』は悪名を受けているが、これは“合法的な映画”と“猥褻な作品”が融合した贅沢な偶然の結果だ」と批評している。

## 出演者による評価
マルコム・マクダウェルは「私は『カリギュラ』での自分の演技を誇りに思っている。そのことに疑問の余地はありません」と本作での自身の芝居を肯定するコメントを発している。しかしグッチョーネが編集した劇場公開版は「撮影が終わってからボブがこの作品に持ち込んだ露骨なポルノは全くとんでもない裏切りであり、前例のないものだ。率直に言ってボブには全く品位がない」とも述べている。2008年のDVDオーディオコメンタリー収録用に『カリギュラ』を見直し、「素晴らしいシーンも無意味なシーンもあるが、出演したことを全く後悔していない。貴重な経験も多かった。ギールグッドやピーター（オトゥール）と話をし、ヘレン（ミレン）と共演できたのも嬉しかった。ティント・ブラスとも知り合えたし、イタリアの異文化に触れて視野が広がったよ。本当に素敵な国だ」と振り返った。
ジョン・ギールグッドは『カリギュラ』に大変満足していると語った。1979年に公開された当時、ギールグッドはこの映画を3回も映画館で観たといい、そのうち２回は自腹で鑑賞した。「凄く気に入ったよ！ 初めてのポルノ映画体験だったからね」と満面の笑顔で話した。
ペントハウス・ペットのロリ・ワーグナーは映画公開時のメイキングの中では「性的に激しい映画だとは聞いていたけど、自分が何をやるのかは知らなかった。でも撮影までにアネカと仲良くなったの。2人でエロティックなことをやってみたかった。いつか映画の中で激しいセックスをやってみたいと思っていたの」とポジティブな話をした。だが2005年のインタビューで「1977年から1980年までペントハウスのマンションに住んでいて、私はボブ（グッチョーネ）に夢中だったし、有名になりたかったの。でも『カリギュラ』のラブシーンを撮り終えた時、私は何てことをしてしまったんだろうと思った。ペントハウスのヌードグラビアで仕事をしていた頃は、本物の挿入…ハードコアなんてなかったから。ウィッグをつけて全部で10シーンほど出ているけど、乱交場面でセックスをしたし、映画公開当時は周囲の視線に耐えられなかった。この映画について宣伝をしたいとも思わなかったわ」と語っている。
ヘレン・ミレンは2013年1月のインタビューで「マルコム（マクダウェル）は、この映画への出演を恥じることは無いと思うし、私は今でもとても誇りに思っています。ゴア・ヴィダルはクレジットから名前を消しましたが、私たちはヴィダルが脚本を書いた映画を作りました。古代ローマについての本当に素晴らしい映画です。ティント・ブラスとは映画を通して良い関係を築いたし、彼とは今も友人ですよ」と語った。また、「この映画の撮影には苦労が多かった。当惑させられることも多かったし、自分のキャリアを危険に晒しもした。でも同時に夢のように素敵で残酷な世界に生きることもできたわ」とも回顧している。

## 復元への試み
本作は数回に渡って、ティント・ブラスの構想に沿った内容に復元する試みが行なわれた。2008年に「インペリアル・エディション」と題した3枚組DVDがアメリカで発売され、1枚目は156分の劇場公開版、2枚目は露骨な性描写を削ぎ落してダビングをやり直した152分の新バージョンだった、この映画をブラスの意図に近いバージョンに再構成する最初の試みとなった。日本版DVD-BOXでは“仮想ディレクターズカット”と呼称していたが、ブラス自身が編集したわけではない。
ペントハウスは2018年、ティント・ブラス映画の研究家にして、ドキュメンタリー映画『Mission: Caligula（ミッション・カリギュラ）』を作ったドイツの映画監督アレクサンダー・トゥシンスキーが、『カリギュラ』の新しいバージョンを製作すると発表した。ハリウッドの貸し倉庫に長年眠っていた膨大な撮影素材のフィルム缶と、様々なバージョン違いの台本、1万枚に及ぶ舞台裏のスチール、数時間分の音声リールが2016年に発見されたのだ。ペントハウス社のCEOケリー・ホーランドは「この映画を尊重し、ティント（ブラス）のビジョンを再現するパートナーをずっと探していました」と語った。
トゥシンスキーは何百もの断片に切り刻まれた素材を時間をかけて繋ぎ、残りの部分はトゥシンスキーのサポートのもとでブラス自身が編集するか、ブラスが関与しない場合は当時ブラスが残していた大量の資料と、今までのブラス映画の編集スタイルを参考にトゥシンスキーが編集することになっていたのだ。ブラスが抱いていた映画の構想を具現化させようとするトゥシンスキーの努力に、ブラスの家族は支持を表明した。2013年からトゥシンスキーは、このアイデアについてブラスと話し合い、2016年に倉庫から発見された『カリギュラ』のワークプリントをブラスのために非公開で上映していた。ペントハウスはこれをきっかけに、ブラスが監督を解任されてから数十年後に、彼とディレクターズカット製作への交渉を行うことになった。2018年後半にトゥシンスキーはVimeoとYouTubeで『Mission: Caligula』を配信し、ペントハウスのCEOが自分の復元企画を応援していることを明かした。彼は2023年ブラスの90歳の誕生日に合わせて、ブラスが編集した『カリギュラ』を上映することを願っていたが、2019年にペントハウスの経営者が変わった後で、権利所有者はこのプロジェクトを継続しないことを発表した。

## 『アルティメット・カット』の製作
2020年、プロデューサーのトーマス・ネゴヴァンは、ペントハウスのライセンス部で働く友人の伝手から『カリギュラ』のオリジナルネガ、ロケ地の音声、山のような写真と書類を目にした。その光景はあたかも、『レイダース／失われた聖櫃』のラストシーンに出てくる倉庫のようだったという。過去10年ほどの間にペントハウスの経営者は何度も変わったが、ようやく『カリギュラ』の再編集に取りかかれそうな権利者が固定されたのだ。ネゴヴァンは3年かけて90時間分の膨大なネガと音声を何度も精査。ブラスがヴィダルの脚本を書き直したものから、マクダウェルが関わって改訂されたものまで、現存する様々なバージョンの脚本も参考にされた。「”カリギュラ“と書かれたラベルを貼られた大量の箱の中には、埃をかぶったフィルム缶が入っていました。そのひとつを開けると、フィルムが腐っていて酸っぱい臭いがしたのを覚えています。ネガフィルムも入っていましたが、カメラから直接取り出したような、カットされた形跡のないものだったのです」と語るネゴヴァンは、汚れたフィルムを現代のソフトウェアで綺麗に修復し、再編集に取りかかった。
最初の1年間は映像を見ながら、ゴア・ヴィダル、フランコ・ロッセリーニ、ティント・ブラス、マルコム・マクダウェル、ボブ・グッチョーネのあらゆるインタビューを読み、制作に関わった人やPRを担当した女性、撮影現場にいたグッチョーネの親友にも会って、各人が何を目指していたのかを把握するよう努めた。さらにネゴヴァンはピーター・オトゥールの娘とも連絡を取り、彼が遺していた手書きの日記を入手。そこからオトゥールがティベリウスについて何を考えていたのか手がかりを掴み、この編集で伝えたいストーリー展開に役立てそうなものを探した。
編集作業はネゴヴァンのクリエイティブ・パートナーの男性アーロン・シャップスが担当した。シャップスはアーカイブ化のプロセス初期段階から、このプロジェクトに参加。倉庫に眠っていた35mmネガを物理的にクリーニングし、デジタル化する実作業を行なった。通常の6倍の速度でスキャンできる高性能のフィルムスキャナーを使用したものの、保存状態が悪い40年前のフィルムは損傷する危険性もあったため、シャップスは作業中も椅子から離れることなく、1秒あたり24フレームを目で追いながら撮影素材の確認に務めたと話している。
ネゴヴァンによると、オリジナルの公開版と同じカットは１フレームも使われていないという。同じシーンであっても、もっと良い演技の別テイクを編集に採用したからだ。グッチョーネが追加撮影したハードコアセックスを組み込むために犠牲にされた撮影素材から、マクダウェルとヘレン・ミレンの素晴らしい演技パートも復元された。上映時間178分の『カリギュラ：アルティメット・カット』は、2024年8月9日にイギリスとアイルランド、8月16日にアメリカで劇場公開され、9月17日にDVDとBlu-rayを発売することが発表された。
認知症を患っている90歳のブラスはこれに対し、「倉庫で発見された私の撮影素材を編集するために最初はペントハウス、その次は他のよく分からない人々が、何年にも渡って実りのない交渉を続けたが、結局、私の芸術的ビジョンを反映しない、私が関与していないバージョンが作られた。私は（『カリギュラ』の新バージョンについて）著作権を認めていません」と声明を発表した。
2023年10月のファンタスティック映画祭で映画を鑑賞したマルコム・マクダウェルは「ホッとした気持ちが何より大きいね。76年に撮っていたものに近くなったと思うよ。こんなに月日が経ってから自分の演技に注目されるのは妙な感じもするけど、やらないよりはやった方がマシだ。全ての素材を熱心に調べて再編集したトム（ネゴヴァン）には、凄く敬意を感じる。彼の仕事は大きかったと思うよ」とインタビューで好意的なコメントを発した。マクダウェルは2024年8月のガーディアン紙のインタビュアーに対しても、『アルティメット・カット』に於けるネゴヴァンの功績を称えた。「今回公開されるのは再編集ではなく新作です。グッチョーネが関わった『カリギュラ』のフィルムは１フレームも使われていません。新作はトム（トーマス）・ネゴヴァンという非常に才能ある人がまとめました。ネゴヴァン版『カリギュラ』は、私がティント・ブラスと一緒に作っていた映画そのものなのです。認知症で体調が優れないティントが観られないのは残念です」。

### 『アルティメット・カット』の評価
『カリギュラ：アルティメット・カット』は1980年のアメリカ公開版に比べて、批評家から好意的なレビューを受けた。レビューアグリゲーターのRotten Tomatoesでは37人の批評家のレビューのうち65%が好意的で、平均評価は6.7/10となっている。同サイトの総評は、「1976年に撮影された未公開の映像素材で構成された本作は、ようやく当初の意図通りの『カリギュラ』を復活させた。悪名高い叙事詩を偉大なものにまで高めたわけではないが、その芸術的ビジョンの正当性を立証するのに大いに貢献している」というものだ。加重平均を用いるMetacriticは、6人の批評家に基づいてこの映画に100点満点中62点を付け、「概ね好意的なレビュー」を示している。
評論家のモンティリー・ストーマーは、「4K修復版で観る『カリギュラ：アルティメット・カット』は音質が素晴らしく、画像も鮮明で鮮やかだ。ストーリー的には放蕩、裏切り、近親相姦、そして様々な人のセックスが出てくるが、2024年の目で見れば、それほど衝撃的ではない。現代の観客は映画の中のヌードやセックスに眉をひそめたりしないだろう」と評した。『cinencuentro』の映画評論家セバスチャン・ザバラは、「もっとも興味深いのは、最初の劇場公開版ではセックスと暴力の多さのあまり埋没していた、俳優たちの優れたパフォーマンスに重点が置かれたことです。マクダウェルはタイトルキャラクターとして際立っており、若い皇帝から過激な暴君への変化に真実味を与えています。ヘレン・ミレンはさらに出番が多くなり、『カリギュラ』の物語とキャラクターを、より豊かにしました」という高評価とともに、5点満点中3点を付けた。

## ノベライズ
- 『カリギュラ』(1980年) 富士見ロマン文庫、ウィリアム・ハワード著、中上守訳